# Powstanie kórnickie
Powstanie kórnickie – wystąpienie niemieckiej i śląskiej ludności zamieszkującej wieś Kórnica, wówczas w powiecie prudnickim na Górnym Śląsku przeciwko polskim władzom, do którego doszło w lipcu 1945.

## Tło sytuacyjne
Armia Czerwona wkroczyła do Kórnicy w drodze na Prudnik podczas operacji górnośląskiej 19 marca 1945. We wsi trwał wówczas pogrzeb jednego z jej najstarszych mieszkańców – 83-letniego Josepha Moritza, którego śmierć mieszkańcy odebrali jako „koniec niemieckiej epoki”. Wraz z zajęciem wsi rozpoczęły się fale kradzieży, gwałtów i deportacji. Sowieci zastrzelili pięć kobiet broniących się przed zgwałceniem, a jeden z żołnierzy, podczas żonglowania granatem, zabił na podwórzu domu należącego do rodziny Kasperków sześcioro dzieci i siebie.
W Kórnicy pozostały w większości kobiety, starcy, dzieci oraz inwalidzi wojenni. Ukrywano w niej kilku żołnierzy Wehrmachtu, którzy powrócili z wojny bądź uciekli z sowieckich aresztów. Jednym z niewielu młodych mężczyzn w wiosce był Polak o imieniu Władysław, który trafił do Kórnicy na roboty przymusowe i został w niej po przejściu frontu, gdyż czuł się w niej dobrze traktowany. Mieszkańcy wierzyli, że Amerykanie nie pozwolą na włączenie Śląska do sowieckiej strefy wpływów.
W maju 1945, po kapitulacji III Rzeszy, władzę w Kórnicy przejęła polska Milicja Obywatelska. Dziesięciu milicjantów zakwaterowano poza centrum wsi, w domu rolnika Antona Krolla, który jeszcze nie powrócił z wojny, skąd mogli obserwować ruch na drodze z Głogówka do Krapkowic. Domownicy zmuszeni byli wyprowadzić się na strych. Polskie władze uznawały mieszkańców wsi za „zgermanizowanych Polaków”. Milicja zapewniała mieszkańcom bezpieczeństwo i ochronę przed grabieżami czerwonoarmistów. Wkrótce jednak milicjanci zaczęli przeszukiwać domy, konfiskować mienie, gnębić i poniżać cywilów rozmawiających po niemiecku i deportować mężczyzn wracających z wojny do domu. W piwnicy stodoły gospodarstwa Krollów milicjanci urządzili więzienie. Mieszkańcy nadal byli okradani przez grupy szabrowników spoza Śląska oraz żołnierzy Armii Czerwonej zakwaterowanych w sąsiednich miejscowościach. Atmosfera we wsi była napięta.

## Przebieg powstania
W południe 9 lipca 1945 do wsi przybyło kilku mężczyzn z wozem, z zamiarem zabrania mieszkańcom reszty dobytku. Próbowali odebrać Paulowi Hupce ostatniego konia w Kórnicy. Właścicielowi przybiegł z pomocą jednoręki inwalida wojenny Franz Kusiek, ukrywający się dotychczas Franz Sacher oraz syn miejscowego nauczyciela Hans Frost. Między złodziejami i mieszkańcami wsi doszło do szarpaniny. Jeden z mieszkańców wezwał na pomoc MO. Po przybyciu na miejsce, milicjanci nie zajęli się złodziejami, tylko Sacherem i Kusiekiem. Oburzeni mieszkańcy zaczęli wyzywać milicjantów od „okupantów” i „zaborców”, za co w odpowiedzi nazwani zostali „szwabami” i „hitlerowcami”. Złodzieje uciekli podczas awantury. Milicjanci wezwali uzbrojone posiłki, a następnie aresztowali Kusieka oraz Sachera, zabierając ich do więzienia w gospodarstwie Krollów.
Zdenerwowani mieszkańcy Kórnicy ruszyli w stronę posterunku MO. Na czele tłumu liczącego około 50 osób, składającego się przede wszystkim z kobiet i paru mężczyzn (w tym Polaka Władysława), stanęły Flora Sacher (siostra aresztowanego Franza) i Hedwiga Sluzallek. Parę kobiet weszło do budynku, żeby uwolnić zatrzymanych. Mieszkańcy zaatakowali polskich funkcjonariuszy drewnianymi belkami i sztachetami wyrwanymi z płotów. Jeden z milicjantów oddał strzał z pistoletu, jednak został obezwładniony. Uwolniony Kusiek chciał zabić siekierą rannego milicjanta, ale powstrzymała go Sluzallek. Pobici Polacy zaczęli uciekać w stronę Głogówka. W tym samym czasie przed gospodarstwem zatrzymała się ciężarówka, z której wyszli ciężko uzbrojeni żołnierze Armii Czerwonej. Sowieci, widząc leżących na ziemi pobitych milicjantów, wybuchli śmiechem, wsiedli do ciężarówki i odjechali, wołając do kórniczan „dawaj, dawaj”.
Niemcy znaleźli na posterunku skrzynie ze strzelbami i amunicją, które następnie zniszczyli. Starszy mężczyzna zrzucił na podwórze wiszącą w oknie flagę Polski, a tłum podarł ją w strzępy. Wśród mieszkańców panowała euforia zwycięstwa. Kościelny Vincent Nowak biegał po wiosce, wołając „Uoni już sam nie przidom, ci se sam już wianci nie pokaurzom!”. Część mieszkańców, w obawie przed zemstą Polaków, ukryła się w wysokim zbożu na pobliskich polach i w sąsiednich wsiach.
Powiatowy komendant milicji w Prudniku podporucznik Kazimierz Wrona w specjalnym raporcie o wydarzeniach w Kórnicy napisał:

Dnia 10 lipca otrzymałem zameldowanie od komendanta posterunku MO w Kórnicy (Kornitz) plutonowego Gawrona Maksymiliana następującej treści: Wczoraj o godz. 13 ludność niemiecka w Kórnicy w liczbie około 200 napadła na nasz posterunek, znajdujących się milicjantów rozbroiła, a następnie pobiła tak mocno, że paru odniosło krwawe rany.

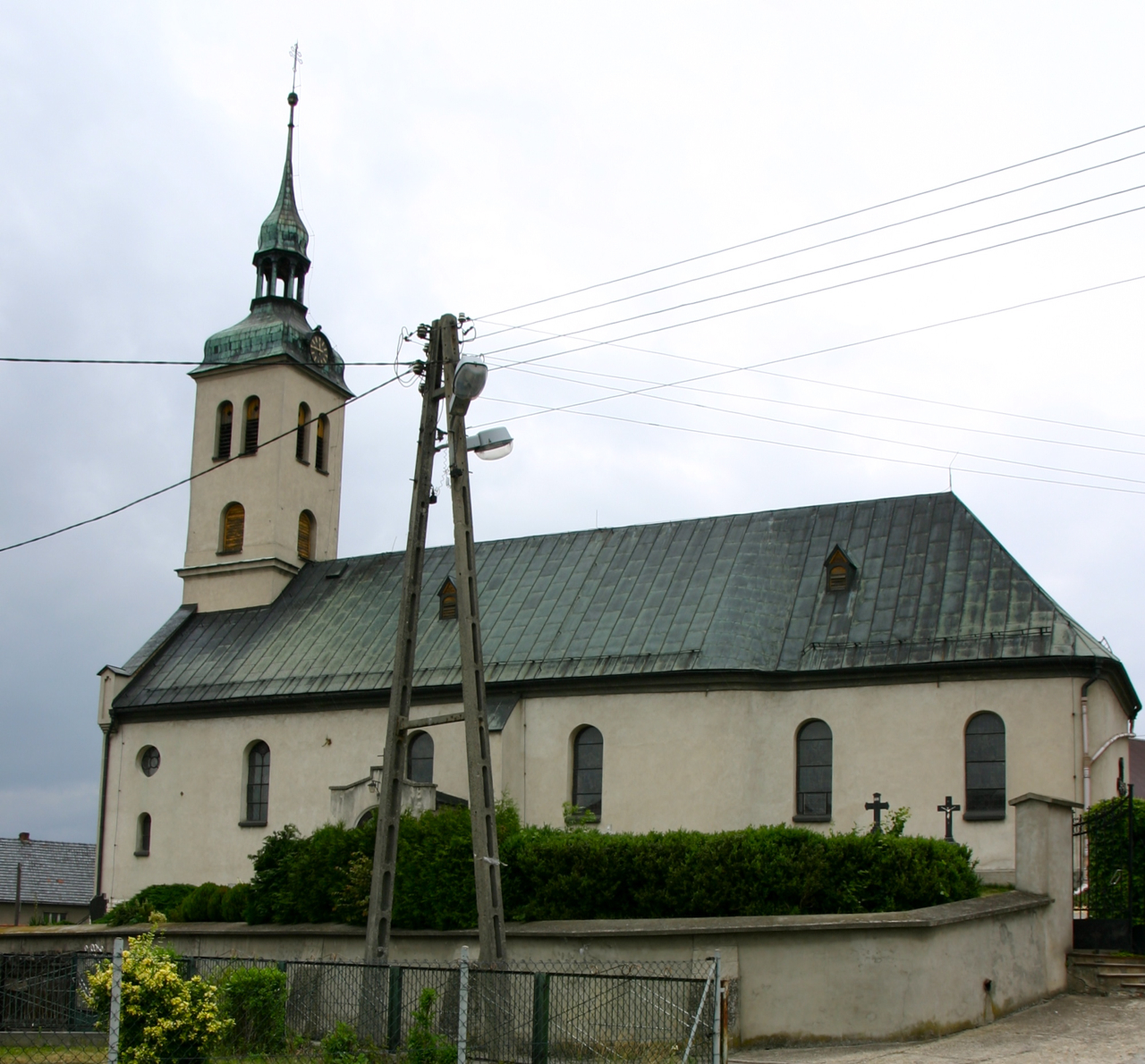
Mur kościelny, pod którym polscy mundurowi postawili część mieszkańców

10 lipca do Kórnicy wkroczył 30-osobowy silnie uzbrojony oddział milicji i polskiego wojska z Prudnika. Polacy przeszukiwali każdy dom we wsi. Grozili Niemcom, przetrzymywanym na podwórzu przed siedzibą milicji i pod kościołem, że rozstrzelają co dziesiątego mieszkańca, jeśli odpowiedzialni za rozruchy nie zostaną schwytani. Mundurowi zaczęli ponownie plądrować opustoszałe gospodarstwa. Kościelny Nowak został postrzelony w nogę podczas próby ucieczki. Pod koniec dnia wojsko przetransportowało 36 mieszkańców Kórnicy na posterunek milicji w Głogówku, gdzie doszło do przesłuchiwań. Funkcjonariusze bili cywilów żelaznymi pałkami. Władysławowi milicjanci zarzucili zdradę państwa i narodu. Parę uwięzionych osób zdołało uciec, m.in. Elisabeth Sluzallek, która trzeciego dnia uwięzienia przeszła przez dziurę w płocie podczas zamiatania podwórza, i uciekła przez park w Głogówku, Leśnik i Błażejowice Dolne do rodziny w Zielinie.

## Konsekwencje
Przesłuchania nie dały pozytywnych rezultatów. Kórniczanie nie zdradzili nazwisk osób odpowiedzialnych za bunt. Jeszcze miesiąc później polskie władze organizowały w Kórnicy nagonki na ludzi i przesłuchania. Komenda milicji w Prudniku za osobę odpowiedzialną za tumult uznała milicjanta komendy powiatowej w Gliwicach Stefana Wszołka, który znając miejscowy teren (od 1942 był robotnikiem przymusowym w Kórnicy), 9 lipca przyprowadził do wioski czterech rosyjskich żołnierzy. Jako prowokatora napadu prudnicka milicja wyznaczyła Franza Sachera, którego w raporcie nazwano „były SS-owiec i podoficer z wojska niemieckiego”. Według nich, Sacher „pierwszy z bronią w ręku dał hasło i pociągnął innych”.
Kilka tygodni po zajściu posterunek milicjantów został przeniesiony z domu Krollów do centrum wsi, do domu rodziny Kasperek, która opuściła wioskę. Buntownicze usposobienie mieszkańców Kórnicy przyczyniło się do tego, że przez długi czas polscy urzędnicy nie odważyli się objąć cywilnej administracji wsi. Konsekwencją zachowania polskich przedstawicieli, uznanego przez autochtonów za „bezprawne” i „sadystyczne”, była utrata zaufania Ślązaków do państwa polskiego i chęci wzbudzenia lojalności wobec Polski.
Wydarzenia w Kórnicy były inspiracją dla bardziej brutalnego buntu Ślązaków w pobliskich Walcach, gdzie tłum miejscowych uzbrojony w kije i motyki ruszył pod budynek, w którym mieszkał kierownik polskiej szkoły, wznosząc antypolskie okrzyki i obrzucając dom kamieniami. Polskich milicjantów przybyłych do Walc z Prudnika kilka razy ostrzelano, a 2 osoby zostały zabite.